# Aghavno
Aghavno (armeniska: Աղավնո) är ett berg i Armenien. Det ligger i provinsen Aragatsotn, i den centrala delen av landet, 40 kilometer norr om huvudstaden Jerevan. Toppen på Aghavno är 2 309 meter över havet, eller 27 meter över den omgivande terrängen. Bredden vid basen är 0,23 km.
Terrängen runt Aghavno är kuperad österut, men västerut är den platt. Närmaste större samhälle är Zovuni, 3,6 kilometer nordväst om Aghavno. 
Trakten runt Aghavno består i huvudsak av gräsmarker. Runt Aghavno är det ganska tätbefolkat, med 149 invånare per kvadratkilometer.